# Crypsinus pianmaensis
Crypsinus pianmaensis là một loài thực vật có mạch trong họ Polypodiaceae. Loài này được (W.M. Chu) X. Cheng mô tả khoa học đầu tiên năm 2005.